# 1919년
1919년은 수요일로 시작하는 평년이다.

## 연호
- 대한민국 임시정부(大韓民國 臨時政府) 대한민국(大韓民國) 원년
- 중화민국(中華民國) 민국(民國) 8년
- 일본(日本) 다이쇼(大正) 8년
- 응우옌 왕조(阮朝) 카이딘(啓定) 4년

## 날짜
- 응우옌 왕조(阮朝) 계정제(啓定帝) 4년

## 사건
- 1월 1일 - 베를린에서 독일 공산당 창당(스파르타쿠스단이 모체)
- 1월 4일 - 독일, 1월 투쟁 개시
- 1월 5일 - 민족사회주의 독일 노동자당(나치) 결성
- 1월 6일 - 동경유학생학우회, 동경기독교청년회관에서 독립선언에 대한 방침과 실행위원 선출
- 1월 7일
  - 조선청년독립단 결성 (일본 도쿄)
  - 일본, 사이온지 긴모치 (西園寺公望) 등을 파리강화회의 위원에 임명
- 1월 17일 - 조선총독부가 우드로 윌슨 미국 대통령의 민족자결주의와 파리평화회의에 관한 신문기사 게재를 금지하였다.
- 1월 18일 - 파리강화회의 개최 (~6.28)
- 1월 21일 -
  - 대한제국 고종 황제가 덕수궁에서 승하하였다. 승하 직후 일본인에 대한 독살이라는 유언이 퍼졌다.
  - 아일랜드 공화국군이 영국에 대해 아일랜드 독립전쟁을 시작하다.
  - 동경유학생 송계백(宋繼白), 조선독립청년단 명의의 독립선언서를 갖고 베이징의 현상윤(玄相允)에 전함
- 2월 1일 -
  - 대한청년단이 김규식을 프랑스로, 여운형을 러시아로, 장덕수를 일본으로, 김철과 서병호를 조선 국내로 보내 독립운동을 지휘하게 했다.
  - 일본 도쿄에서 김동인, 전영택, 주요한 등이 최초의 문예지 《창조》를 창간하였다.
- 2월 8일 - 일본 도쿄에서 유학생 600여명이 2·8 독립 선언 발표.
- 2월 16일 - 재미대한인국민회가 우드로 윌슨 미국 대통령에게 한국독립청원서를 제출하였다.
- 2월 18일 - 조선체육회가 발족되었다.
- 2월 27일 - 보성사에서 독립선언서를 인쇄하였다.
- 3월
  - 중국 상하이에서 대한인거류민단이 조직되었다.
  - 김창숙, 곽종석 등이 독립청원서를 파리평화회의에 제출하였다. (파리 장서사건)
- 3월 1일 -
  - 민족대표 33인이 태화관에서 기미독립선언서를 낭독하였다. 동시에 전국 각지에서 독립운동이 일어났다. (3·1 운동)
  - 지하신문인 《조선독립신문》이 창간되었다.
- 3월 2일 ~ 6일 - 모스크바에서 코민테른 창당대회 개최.
- 3월 3일 - 고종 황제의 국장이 거행되었다.
- 3월 7일 - 경성 동아연초공장 노동자 500여명이 파업에 들어갔다.
- 3월 8일 - 서울 전차운전수 및 차장 120여명이 파업에 들어갔다.
- 3월 10일 - 일제강점기 일본이 조선에에 전체적 휴교령을 선포함
- 3월 15일 - 호세와 가옥세 부과에 관한 건이 공포되었다.
- 3월 21일 - 러시아 대한국민회가 임시정부 수립을 선언하였다.
- 3월 31일 - 서대문역이 폐지되었다.
- 4월 1일 -
  - 유관순이 천안 아우내장터에서 만세 운동을 지휘하다 체포되었다.
  - 대한부녀구제회가 하와이 부녀공동대회 결의로 설립되었다.
- 4월 10일 - 민족운동지도자 29인이 상하이에서 대한민국 임시의정원을 개원하고, 내각을 조직하였다.
- 4월 11일 - 국호를 대한민국으로 하는 임시정부가 중화민국 상하이에서 수립되었다.
- 4월 15일
  - 제암리 학살 사건이 발생하였다.
  - 대한독립단 결성.
- 4월 23일 - 조선 13도 대표 24인이 한성임시정부를 조직하였다.
- 5월 1일 - 바이에른 소비에트 공화국, 국방군과 바이에른 의용군에 의해 진압.
- 5월 3일 - 만주의 신흥학교를 신흥무관학교로 개편하였다.
- 5월 4일 - 5·4 운동: 중국 톈안먼 광장에서 반일운동이 시작되다.
- 5월 8일 - 대전감옥이 설치되었다.
- 5월 12일 - 김규식이 파리평화회의에 참석해 독립청원서를 제출하였다.
- 6월 21일 - 제1차 세계 대전: 독일 대양함대, 스카파플로우에서 집단으로 자침.
- 7월 10일 - 대한민국 임시정부가 국내 연락을 담당하는 연통제 실시를 공포하였다.
- 8월 7일 - 김좌진이 정의단을 군정부로 개편하였다.
- 8월 11일 - 바이마르 공화국이 헌법을 채택하다.
- 8월 12일 - 사이토 마코토가 조선의 제3대 총독으로 부임하였다.
- 8월 19일 - 아프가니스탄, 영국으로부터 독립.
- 8월 20일 - 헌병 경찰제가 폐지되었다.
- 8월 21일 - 일제강점기: 대한민국 임시정부, 상해판 독립신문 발행.
- 8월 25일 - 일제강점기: 이승만, 미국 워싱턴 D.C.에 대한민국임시정부 구미외교위원부 설립.
- 8월 30일 - 일제강점기: 이동휘, 대한민국 임시정부 국무총리에 취임.
- 9월 2일 - 일제강점기: 강우규, 서울역에서 제3대 조선 총독 사이토 마코토에게 폭탄을 투척했으나 암살 실패.
- 9월 10일 - 제1차 세계 대전: 오스트리아-헝가리 제국와 연합국 사이에 셍제르망 조약이 체결되면서 오스트리아-헝가리 제국이 와해되다.
- 9월 11일 - 대한민국 임시정부가 통합 출범하였고, 대한민국 임시정부에서 대한민국 임시 헌법을 공포하였다.
- 10월 5일 - 김성수가 경성방직주식회사를 설립하였다.
- 10월 7일 - KLM이 설립함.
- 10월 9일 - 블랙삭스 사건: 메이저 리그 베이스볼 월드시리즈에서 신시내티 레즈가 시카고 화이트삭스를 상대로 5승 3패로 우승하다.
- 10월 10일 - 쑨원이 중화혁명당을 개편하여 중국 국민당을 결성하다.
- 10월 23일 - 대한정의단 임시군정부가 대한정의군정부로 이름을 바꾸었다.
- 10월 27일 - 최초의 한국 영화인 《의리적 구투》가 단성사에서 상영을 시작하였다.
- 11월 - 한족회 소속 서간도군정부가 상하이 임시정부 산하로 편입되어 서로군정서로 개편되었다.
- 11월 9일
  - 만주 길림에서 김원봉을 단장으로 하는 의열단이 결성되었다.
  - 의친왕 이강이 상하이로 탈출을 시도하였다 (11일에 국내로 강제 압송).
- 11월 16일 - 이탈리아 왕국에서 총선이 실시되어 나콜라 봄바치가 이끄는 이탈리아 사회당이 최다 의석수를 차지하였다.
- 11월 22일 - 일본 최초 공립대학인 오사카 의과대학이 설립 < 전신 부립 오사카 의과대학 1915년 10월 >
- 12월 - 정의단 군정부가 상하이 임시정부의 북로군정서로 개편되었다.

## 탄생

### 1월
- 1월 1일
  - 미국의 소설가 제롬 데이비드 샐린저. (~2010년)
  - 미국의 배우 캐럴 랜디스. (~1948년)
- 1월 3일 - 대한제국 황실 사동궁 사손이며 前 대한민국의 공무원 이곤. (~1984년)
- 1월 13일 - 대한민국의 역도 선수 김성집. (~2006년)
- 1월 17일 - 대한민국의 소설가 김성한. (~2010년)
- 1월 19일 - 미국의 가수, 작사가, 악단 지휘자, 영화배우 레이 에벌. (~1979년)
- 1월 27일 - 미국의 배우 로스 배그더세리언. (~1972년)
- 1월 29일
  - 대한민국의 기업인 박동균.
  - 한국계 미국의 군인이자 전쟁 영웅, 대령 김영옥. (~2005년)
- 1월 31일 - 미국의 야구 선수 재키 로빈슨. (~1972년)

### 2월
- 2월 6일  - 일본의 만화 감독자 야나세 다카시. (~2013년)
- 2월 18일 - 미국의 영화 배우 잭 팰런스. (~2006년)
- 2월 20일 - 쿠르드어의 시인, 정치 운동가 딜다르. (~1948년)
- 2월 24일
  - 고종 황제의 서손녀이자 대한제국 황손녀 이해원. (~2020년)
  - 미국의 텍사스 주지사 존 코널리의 영부인 넬리 코널리. (~2006년)
- 2월 26일 - 대한민국의 법학자 현승종. (~2020년)
- 2월 27일 - 미국의 정치인 존 코널리. (~1993년)

### 3월
- 3월 2일 - 미국의 배우 제니퍼 존스. (~2009년)
- 3월 5일 - 대한민국의 가수 선우일선. (~1990년)
- 3월 9일 - 대한민국의 정치인 최인규. (~1961년)
- 3월 11일 - 대한민국의 정치인, 저술가 박갑동.
- 3월 13일
  - 대한민국의 군인, 정치인, 기업인 박임항. (~1985년)
  - 대한민국의 교육인, 정치인 류청. (~2002년)
- 3월 17일 - 미국의 재즈 가수, 피아니스트 냇 킹 콜. (~1965년)

### 4월
- 4월 6일 - 대한민국의 정치인 박용기. (~1999년)
- 4월 8일
  - 대한민국의 정치인 정희택. (~2000년)
  - 짐바브웨의 정치인 이언 스미스. (~2007년)
- 4월 22일 - 대한민국의 시인 김종문. (~1981년)
- 4월 23일 - 미국의 기업인, 자선가, 영화 프로듀서 앤 바이든스. (~2021년)

### 5월
- 5월 3일
  - 미국의 가수 피트 시거. (~2009년)
  - 조선민주주의인민공화국의 정치인 황순희. (~2020년)
- 5월 5일 - 그리스의 독재자 요르요스 파파도풀로스. (~1999년)
- 5월 7일 - 아르헨티나의 정치인 에바 페론. (~1952년)
- 5월 10일 - 일본의 프로 야구 선수, 야구 지도자 치바 시게루. (~2002년)
- 5월 30일 - 볼리비아의 정치인 레네 바리엔토스. (~1969년)

### 6월
- 6월 14일 - 영국의 배우 준 스펜서. (~2024년)
- 6월 24일 - 대한민국의 지휘자 임원식. (~2002년)
- 6월 25일
  - 대한민국의 작곡가 한복남. (~1991년)
  - 대한민국의 군인, 가톨릭 성직자 김동한. (~1983년)
- 6월 27일 - 대한민국의 비전향장기수 신광수.

### 7월
- 7월 16일 - 대한민국의 제10대 대통령 최규하. (~2006년)
- 7월 20일 - 뉴질랜드의 산악인 에드먼드 힐러리. (~2008년)
- 7월 25일 - 영국의 과학자이며, 가이아 이론 창시자 제임스 러브록. (~2022년)

### 8월
- 8월 2일 - 미국의 영화배우 네헤미아 퍼소프. (~2022년)
- 8월 12일 - 미국의 야구 선수 프레드 허친슨. (~1964년)
- 8월 16일 - 대한민국의 영화 감독 조긍하. (~1982년)
- 8월 30일
  - 체코의 소설가 이르지 오르텐. (~1941년)
  - 미국의 여성 컨트리 음악 가수, 작사가, 기타 연주자 키티 웰스. (~2012년)

### 9월
- 9월 2일 - 미국의 영화배우, 댄서 마지 챔피언. (~2020년)
- 9월 16일 - 대한민국의 시인 구상. (~2004년)
- 9월 24일 - 대한민국의 군인 임부택. (~2001년)
- 9월 27일 - 미국의 프로 야구 선수, 야구 감독 자니 페스키. (~2012년)
- 9월 29일 - 대한민국의 정치인 이상무. (~1987년)

### 10월
- 10월 8일 - 일본의 정치인, 총리대신 미야자와 기이치. (~2007년)
- 10월 12일 - 대한민국의 국회의원 방만수. (~2005년)
- 10월 17일 - 중국의 정치인, 공산당 총서기, 전 국무원 총리 자오쯔양. (~2005년)
- 10월 22일 - 영국의 작가 도리스 레싱. (~2013년)
- 10월 26일 - 이란의 국왕 모하마드 레자 팔라비. (~1980년)
- 10월 31일 - 영국의 교육철학가 리처드 스탠리 피터스. (~2011년)

### 11월
- 11월 10일
  - 콩고민주공화국의 정치인 모이즈 촘베. (~1969년)
  - 러시아의 군인 및 발명가 미하일 칼라시니코프. (~2013년)
- 11월 17일 - 대한민국의 서양화가 김흥수. (~2014년)
- 11월 30일 - 대한민국의 동양화가 김영기. (~2003년)

### 12월
- 12월 3일 - 대한민국의 정치인 육인수. (~2001년)
- 12월 4일 - 페테르 그룹(Petergruppen)의 지도자 카이 헤닝 보틸센 닐센. (~1947년)
- 12월 5일 - 독일의 축구 선수, 축구 감독 헤네스 바이스바일러. (~1983년)
- 12월 14일 - 대한민국의 가수 현인. (~2002년)
- 12월 16일 - 대한제국의 독립운동가 이기웅. (~1984년)
- 12월 19일 - 미국의 남성 가수, 작사가 겸 기타리스트 조니 앨비노. (~2011년)
- 12월 21일 - 대한민국의 역사학자 전해종. (~2018년)
- 12월 24일
  - 대한민국의 금융인, 정치인 김성환. (~1979년)
  - 프랑스의 추상화자 피에르 술라주. (~2022년)
- 12월 30일 - 영국의 합창 지휘자, 오르간 연주자, 작곡가 데이비드 윌콕스. (~2015년)

### 미상
- 북한의 정치인, 군 장교 김창봉. (~1969년)
- 대한민국의 기업인, 홍신학원 이사장. 나경원의 외조부 정희영. (~?)
- 일본의 야구 선수 다카하시 사토시.

## 사망

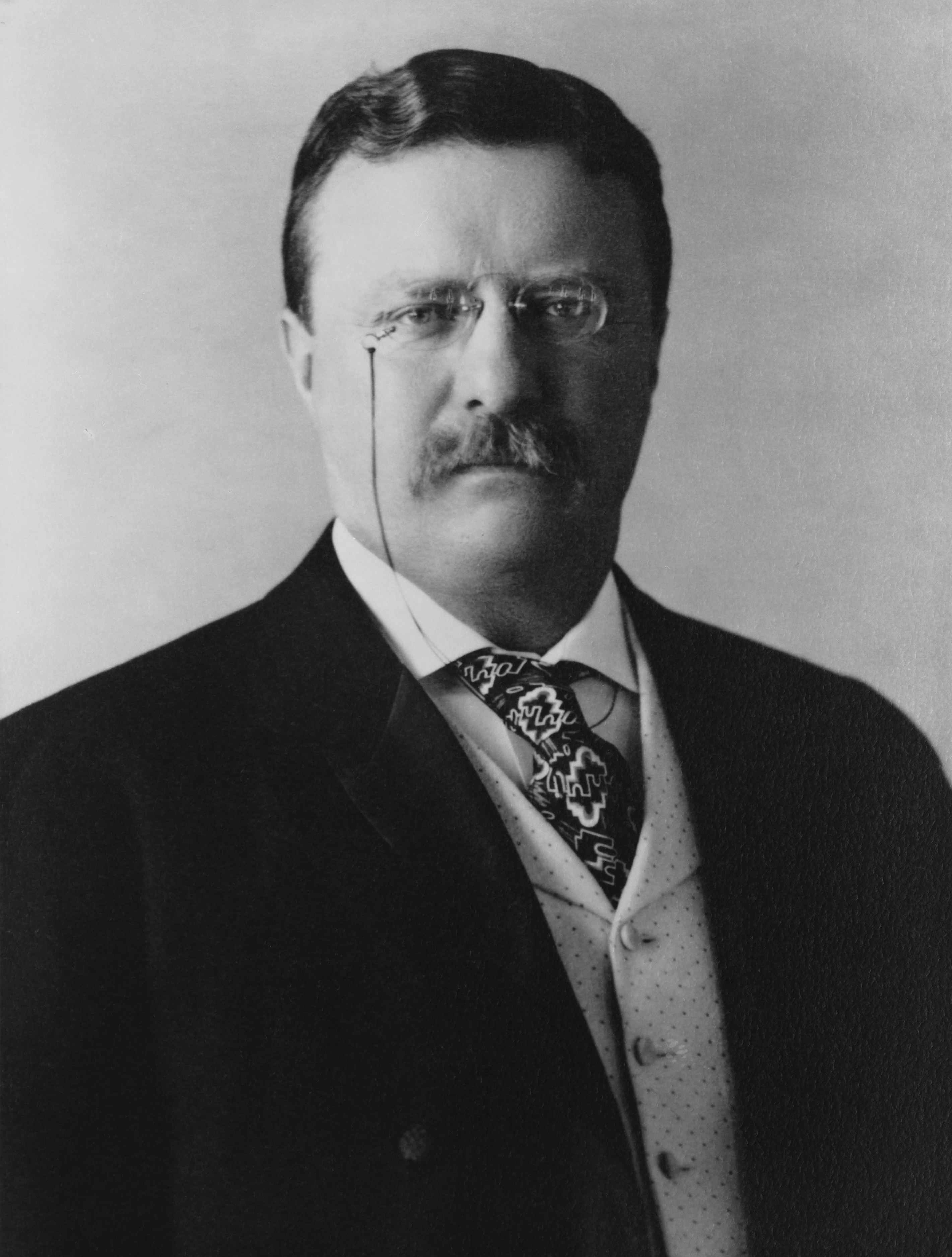
시어도어 루스벨트

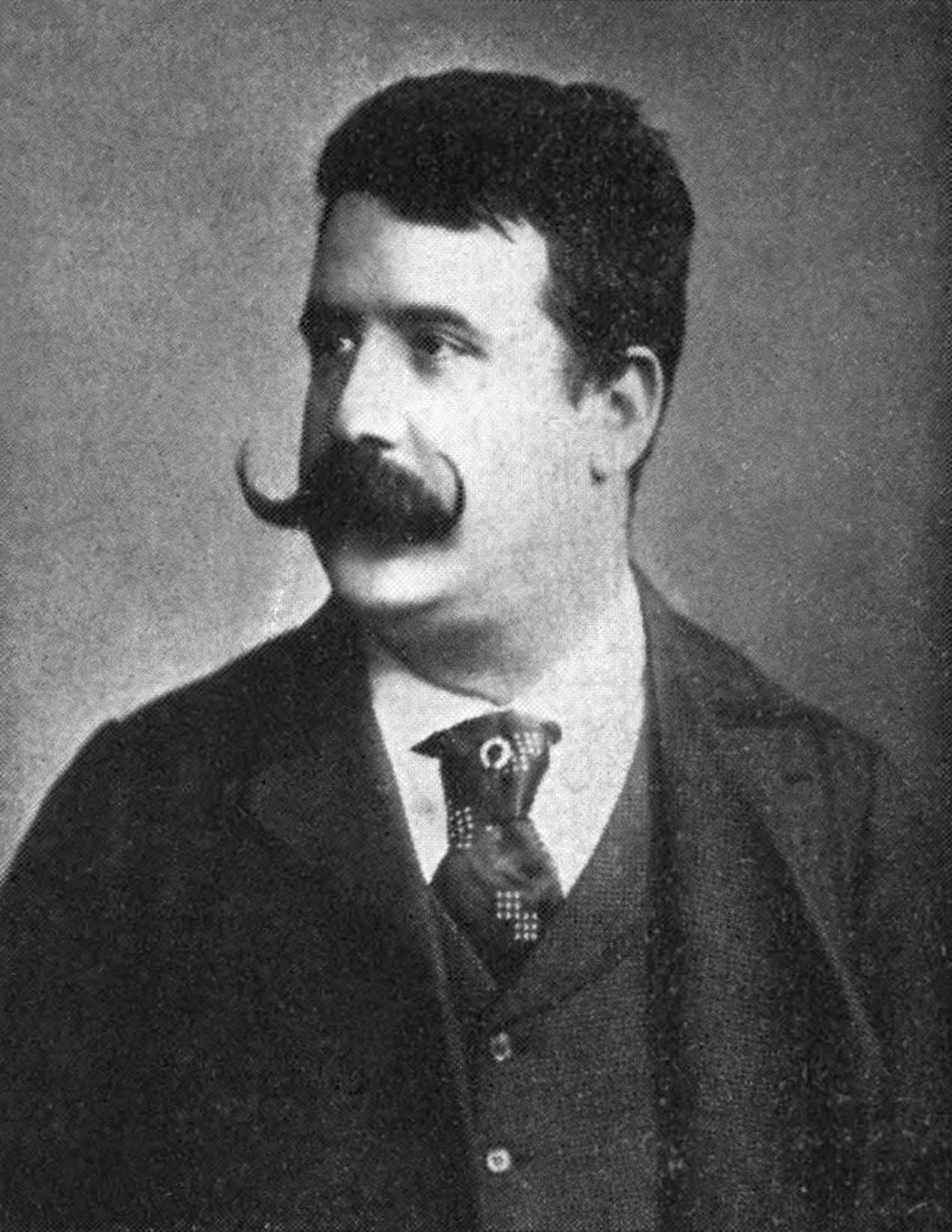
루제로 레온카발로

- 1월 6일 - 미국의 제26대 대통령 시어도어 루스벨트. (1858년~)
- 1월 21일 - 조선 제26대 국왕, 대한제국의 제1대 황제 고종. (1852년~)
- 6월 21일 - 독일의 법학자 프란츠 폰 리스트. (1851년~)
- 8월 9일 - 이탈리아의 오페라 작곡가 루제로 레온카발로. (1857년~)
- 11월 3일 - 일본의 군인, 정치인 데라우치 마사타케. (1852년~)
- 11월 9일 - 프랑스의 시인 기욤 아폴리네르. (1880년~)
- 11월 27일 - 일제강점기의 관료, 조선귀족 김성근. (1835년~)

## 노벨상
- 문학상:
- 물리학상: 요하네스 슈타르크
- 생리학 및 의학상:
- 평화상: 미국의 대통령 우드로 윌슨
- 화학상:

## 달력
| 1월 |    |    |    |    |    |    |
| 일  | 월 | 화 | 수 | 목 | 금 | 토 |
|     |    |    | 1  | 2  | 3  | 4  |
| 5   | 6  | 7  | 8  | 9  | 10 | 11 |
| 12  | 13 | 14 | 15 | 16 | 17 | 18 |
| 19  | 20 | 21 | 22 | 23 | 24 | 25 |
| 26  | 27 | 28 | 29 | 30 | 31 |    |

| 2월 |    |    |    |    |    |    |
| 일  | 월 | 화 | 수 | 목 | 금 | 토 |
|     |    |    |    |    |    | 1  |
| 2   | 3  | 4  | 5  | 6  | 7  | 8  |
| 9   | 10 | 11 | 12 | 13 | 14 | 15 |
| 16  | 17 | 18 | 19 | 20 | 21 | 22 |
| 23  | 24 | 25 | 26 | 27 | 28 |    |

| 3월 |    |    |    |    |    |    |
| 일  | 월 | 화 | 수 | 목 | 금 | 토 |
|     |    |    |    |    |    | 1  |
| 2   | 3  | 4  | 5  | 6  | 7  | 8  |
| 9   | 10 | 11 | 12 | 13 | 14 | 15 |
| 16  | 17 | 18 | 19 | 20 | 21 | 22 |
| 23  | 24 | 25 | 26 | 27 | 28 | 29 |
| 30  | 31 |    |    |    |    |    |

| 4월 |    |    |    |    |    |    |
| 일  | 월 | 화 | 수 | 목 | 금 | 토 |
|     |    | 1  | 2  | 3  | 4  | 5  |
| 6   | 7  | 8  | 9  | 10 | 11 | 12 |
| 13  | 14 | 15 | 16 | 17 | 18 | 19 |
| 20  | 21 | 22 | 23 | 24 | 25 | 26 |
| 27  | 28 | 29 | 30 |    |    |    |

| 5월 |    |    |    |    |    |    |
| 일  | 월 | 화 | 수 | 목 | 금 | 토 |
|     |    |    |    | 1  | 2  | 3  |
| 4   | 5  | 6  | 7  | 8  | 9  | 10 |
| 11  | 12 | 13 | 14 | 15 | 16 | 17 |
| 18  | 19 | 20 | 21 | 22 | 23 | 24 |
| 25  | 26 | 27 | 28 | 29 | 30 | 31 |

| 6월 |    |    |    |    |    |    |
| 일  | 월 | 화 | 수 | 목 | 금 | 토 |
| 1   | 2  | 3  | 4  | 5  | 6  | 7  |
| 8   | 9  | 10 | 11 | 12 | 13 | 14 |
| 15  | 16 | 17 | 18 | 19 | 20 | 21 |
| 22  | 23 | 24 | 25 | 26 | 27 | 28 |
| 29  | 30 |    |    |    |    |    |

| 7월 |    |    |    |    |    |    |
| 일  | 월 | 화 | 수 | 목 | 금 | 토 |
|     |    | 1  | 2  | 3  | 4  | 5  |
| 6   | 7  | 8  | 9  | 10 | 11 | 12 |
| 13  | 14 | 15 | 16 | 17 | 18 | 19 |
| 20  | 21 | 22 | 23 | 24 | 25 | 26 |
| 27  | 28 | 29 | 30 | 31 |    |    |

| 8월 |    |    |    |    |    |    |
| 일  | 월 | 화 | 수 | 목 | 금 | 토 |
|     |    |    |    |    | 1  | 2  |
| 3   | 4  | 5  | 6  | 7  | 8  | 9  |
| 10  | 11 | 12 | 13 | 14 | 15 | 16 |
| 17  | 18 | 19 | 20 | 21 | 22 | 23 |
| 24  | 25 | 26 | 27 | 28 | 29 | 30 |
| 31  |    |    |    |    |    |    |

| 9월 |    |    |    |    |    |    |
| 일  | 월 | 화 | 수 | 목 | 금 | 토 |
|     | 1  | 2  | 3  | 4  | 5  | 6  |
| 7   | 8  | 9  | 10 | 11 | 12 | 13 |
| 14  | 15 | 16 | 17 | 18 | 19 | 20 |
| 21  | 22 | 23 | 24 | 25 | 26 | 27 |
| 28  | 29 | 30 |    |    |    |    |

| 10월 |    |    |    |    |    |    |
| 일   | 월 | 화 | 수 | 목 | 금 | 토 |
|      |    |    | 1  | 2  | 3  | 4  |
| 5    | 6  | 7  | 8  | 9  | 10 | 11 |
| 12   | 13 | 14 | 15 | 16 | 17 | 18 |
| 19   | 20 | 21 | 22 | 23 | 24 | 25 |
| 26   | 27 | 28 | 29 | 30 | 31 |    |

| 11월 |    |    |    |    |    |    |
| 일   | 월 | 화 | 수 | 목 | 금 | 토 |
|      |    |    |    |    |    | 1  |
| 2    | 3  | 4  | 5  | 6  | 7  | 8  |
| 9    | 10 | 11 | 12 | 13 | 14 | 15 |
| 16   | 17 | 18 | 19 | 20 | 21 | 22 |
| 23   | 24 | 25 | 26 | 27 | 28 | 29 |
| 30   |    |    |    |    |    |    |

| 12월 |    |    |    |    |    |    |
| 일   | 월 | 화 | 수 | 목 | 금 | 토 |
|      | 1  | 2  | 3  | 4  | 5  | 6  |
| 7    | 8  | 9  | 10 | 11 | 12 | 13 |
| 14   | 15 | 16 | 17 | 18 | 19 | 20 |
| 21   | 22 | 23 | 24 | 25 | 26 | 27 |
| 28   | 29 | 30 | 31 |    |    |    |

### 음양력 대조 일람
| 음력월 | 월건 | 대소 | 음력 1일의 양력 월일 | 음력 1일 간지 |
| ------ | ---- | ---- | -------------------- | ------------- |
| 1월    | 병인 | 소   | 2월 1일              | 갑신          |
| 2월    | 정묘 | 대   | 3월 2일              | 계축          |
| 3월    | 무진 | 소   | 4월 1일              | 계미          |
| 4월    | 기사 | 소   | 4월 30일             | 임자          |
| 5월    | 경오 | 대   | 5월 29일             | 신사          |
| 6월    | 신미 | 소   | 6월 28일             | 신해          |
| 7월    | 임신 | 대   | 7월 27일             | 경진          |
| 윤7월  |      | 소   | 8월 26일             | 경술          |
| 8월    | 계유 | 대   | 9월 24일             | 기묘          |
| 9월    | 갑술 | 대   | 10월 24일            | 기유          |
| 10월   | 을해 | 소   | 11월 23일            | 기묘          |
| 11월   | 병자 | 대   | 12월 22일            | 무신          |
| 12월   | 정축 | 대   | 1920년 1월 21일      | 무인          |